# Okun
Okun (znanstveno ime Gymnocephalus cernuus) je sladkovodna riba iz družine ostrižev, ki je razširjena po Evropi in severni Aziji.

## Opis
Okun je na videz podoben sorodnima ostrižu ali smuču, od njiju pa se razlikuje po združeni dvojni hrbtni plavuti, ki je sestavljena iz trdih plavutnic v sprednjem in mehkih na zadnjem delu. Glava okuna je po obliki značilna za ostriže, na njej pa so med velikimi očmi in pred njimi številne vdolbine s sluznimi žlezami. Ena vrsta žlez poteka tudi po podočesni kosti. Usta so končna, v njih pa so številni zobje. Ustnice so debele in mesnate. Na škržnih poklopcih ima okun dve vrsti koničastih izrastkov, poseben trnast izrastek pa zaključuje poklopec.
Telo je sluzasto, pokrito pa je s ktenoidnimi luskami, le na delu trebuha pred trebušnimi plavutmi ni pokrit z njimi. Pobočnica poteka po zgornji tretjini boka in poteka vzporedno z linijo hrbta, ki je olivno zelene barve, posejan pa je z rjavimi pegami. Boki so rumenih odtenkov, trebuh pa je v zadnjem delu umazano bele barve, proti glavi pa rdečkaste.
Okun se hrani pretežno z vodnimi živalmi, ličinkami žuželk, maloščetinci, drugimi vodnimi organizmi ter z ikrami drugih ribjih vrst.

## Življenjski krog
Okun je riba, ki se je sposobna zelo hitro razmnoževati. Spolno te ribe dozorijo v dveh do treh letih, okuni, ki živijo v toplejših vodah pa se lahko razmnožujejo že v prvem letu življenja. Samica odloži med 4.000 in 15.000 od 0,34 do 1,3 mm velikih iker letno, drst pa poteka med aprilom in junijem v plitvih vodah, sicer pa se zadržujejo v globljih, temačnejših vodah. Občasno se zgodi tudi, da samice ikre odlagajo dvakrat letno. V tem primeru prve ikre odloži pozno pozimi ali zgodaj spomladi, druge pa pozno poleti. Drugo leglo vsebuje nekoliko manjše ikre, ki merijo v premeru od 0,36 do 0,47 mm, v prvem leglu pa so ikre s premerom med 0,9 in 1,21 mm.
Ikre se razvijejo v 5-12 dneh v vodi s temperaturo od 10 do 15 ºC. Zarod je ob rojstvu velik od 3,5 do 4,4 mm. Po 3-7 dneh zarod porabi zaloge iz ikre in v tem času doseže velikost od 4,5 do 5 mm. Takrat se mladice začnejo same hraniti.
V Evropi okuni živijo od 5 do 6 let, povprečno pa dosežejo okoli od 12 do 15 cm, izjemoma pa do 25 cm. V Severni Ameriki zrastejo okuni malo večji, s povprečno dolžino 20 cm, največ pa do 29 cm. Tudi življenjska doba naj bi bila tam nekoliko višja in naj bi znašala med 7 in 11 let.

## Razširjenost
Okuni živijo na severni polobli. V Severni Ameriki so pogosti v Velikih jezerih, v Evropi pa so razširjeni od južne Anglije in Švedske ter Finske in severozahodne Rusije na severu, do Kaspijskega jezera in Črnega morja na vzhodu ter do Atlantika v Franciji na Zahodu. Na jugu je razširjen v rekah donavskega porečja do Bolgarije na jugu.
V Sloveniji naseljuje Savo od Radeč navzdol, Muro,  Dravo Ledavo, spodnji tok Krke in Slivniško jezero.